# هاردینگهم
هاردینگهم (به انگلیسی: Hardingham) یک روستا و محله مدنی در بریتانیا است که در Breckland District واقع شده‌است. هاردینگهم ۹٫۷۸ کیلومتر مربع مساحت و ۲۶۷ نفر جمعیت دارد.